# Das Vermächtnis (Schnitzler)
Das Vermächtnis ist ein Schauspiel in drei Akten von Arthur Schnitzler, das am 8. Oktober 1898 am Deutschen Theater Berlin uraufgeführt wurde. Der Text erschien im Jahr darauf bei S. Fischer, ebenfalls in Berlin.

## Zeit und Ort
Das Stück spielt 1899 in Wien.

## Inhalt
Der 26-jährige Dr. jur. Hugo Losatti liegt nach einem Reitunfall daheim auf dem Sterbebett. Er gesteht der versammelten Familie sein jahrelang verheimlichtes Doppelleben und bittet, seinen vierjährigen Sohn Franz und dessen Mutter, die 22-jährige Beamtentochter Antonie Weber, aufzunehmen. Das Familienoberhaupt, der liberale Abgeordnete Adolf Losatti, Professor der Nationalökonomie, folgt erstaunt der dringenden Bitte, versucht aber, die harte Wahrheit vor dem Personal zu vertuschen. Seiner 20-jährigen Tochter Franziska will er weismachen, Toni – wie das Fräulein Weber gerufen wird – sei eine Wärterin. Franziska aber ist klüger. Das Mädchen war der kleinen dreiköpfigen Familie vor Monaten zufällig in der Stadt begegnet und hatte sich seinen Reim auf die überraschende Beobachtung gemacht.
Dr. Ferdinand Schmidt, das ist Franziskas Bräutigam, diagnostiziert als Hausarzt der Losattis bei Hugo „eine schwere Erschütterung“. Hugo stirbt. Die Losattis erfüllen das Vermächtnis des Verstorbenen. Toni und der kleine Franz werden ins Haus genommen. Den beiden wird gestattet, zusammen mit der Familie am Grabe Hugos zu trauern. Die Reaktion des großbürgerlichen Bekanntenkreises lässt nicht auf sich warten. Man verkehrt nicht mehr mit gewissen Leuten, die der Maitresse des verstorbenen Sohnes Schutz unter ihrem Dach gewähren. Der liberale Professor bekennt sich zu dem kleinen Franz, als wäre es sein legitimer Enkel. Somit ruft er den Widerspruch des Hausarztes Ferdinand hervor. Der Arzt ist aus ärmlichen Verhältnissen aufgestiegen.
Das Blatt wendet sich, als der kleine Franz erkrankt und stirbt. Toni sieht ihre nahe Zukunft in dem herrschaftlichen Hause Losatti voraus. Franziska zerstreut die Bedenken. Ihr Bräutigam Ferdinand will Toni lieber heute als morgen aus dem Haus haben. Der Hausherr, zunächst zurückhaltend, steuert immer entschlossener ins Fahrwasser des künftigen Schwiegersohnes. Toni hat zum Glück noch eine Fürsprecherin. Emma Winter, eine 36-jährige Witwe, mit den Losattis verschwägert, will Mutter und Kind in ihrem Hause aufnehmen. Emma ist dazu fest entschlossen; auch noch, als die Losattis sich von ihr ganz abwenden wollen. Der Professor zeigt sein wahres Gesicht. Er wirft Emma indirekt vor, sie sei Hugos Geliebte gewesen. Emma will daraufhin das Haus der Losattis nie wieder betreten. Zu Fall bringt Emma allerdings ihre 17-jährige Tochter Agnes. Die Tochter hat eine unüberwindliche Abneigung gegen Toni. War Agnes doch Hugo zu Lebzeiten von der Familie als Frau versprochen. Agnes kann also keinesfalls mit dem Fräulein Weber unter einem Dach wohnen.
Toni, besonders durch den rücksichtslosen Ferdinand ohne das geringste Erbarmen zum Gehen gedrängt, verlässt das Haus und sieht als Ausweg nur den Suizid. Der Professor ist erleichtert, dass Toni der „anständigen Gesellschaft“ ohne viel Aufhebens den Rücken gekehrt hat. Franziska kann ihren hartherzigen Bräutigam nicht länger ertragen und will ihn nicht mehr sehen. Ferdinand entfernt sich. Prof. Losatti, der sich inzwischen ganz auf die Seite des Hausarztes geschlagen hat, will den künftigen Schwiegersohn nicht so ziehen lassen und befiehlt dessen Bleiben.

## Rezeption
- Anno 1898 nennt Harden[4] das Stück in der Zeitschrift Zukunft eine „Tragikomoedie großbourgeoiser Wohlanständigkeit“.
- Scheible[5] verurteilt das Stück. Es sei „nicht zu retten“. Das mühelos vorausschauende Publikum könne durch das Stück nicht erschüttert werden. Handlung sei rar. Am Schluss werde moralisiert. Akzeptabel gezeichnet sei lediglich der Professor Adolf Losatti.
- Auf Korte[6] macht das Stück stellenweise einen konstruierten Eindruck. Zudem sei Hugos letzter Wille im bürgerlichen Haushalt nicht durchsetzbar. Offenbare dieses Vermächtnis doch auch eine gravierende Charakterschwäche Hugos – die Unentschiedenheit. Gemeint ist Hugos jahrelanges Doppelleben. Letzteres Leben sei nur in einer morbiden Bürgerfamilie möglich, deren Glieder sich auseinandergelebt haben.
- Auch Perlmann[7] stellt die Unentschlossenheit Hugos und das Rigide in Ferdinands Auftreten heraus.
- Im Österreichischen Biographischen Lexikon[8] wird das Drama als sozialkritisch bezeichnet.[9]